# 962 Аслог
962 Аслог (962 Aslög) — астероїд головного поясу, відкритий 25 жовтня 1921 року.
Тіссеранів параметр щодо Юпітера — 3,277.